# ジム・マトリー

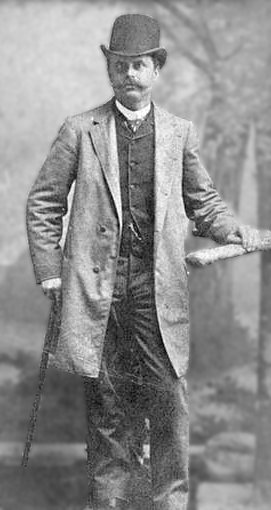
1888年

ジェームズ・J・マトリー（James J. Mutrie、1851年6月13日 - 1938年1月24日）は、19世紀のメジャーリーグベースボールの球団オーナー、および監督。マサチューセッツ州チェルシー生まれ。現在のサンフランシスコ・ジャイアンツの共同創設者。

## 経歴・人物
マトリーは幼いころからクリケットをプレーし、16歳から野球を始めた。1877年から1879年にはマイナーリーグの選手だったが、1880年にニューヨークに移り住み、ニューヨーク・マンハッタンで煙草の卸売業で財をなしていた実業家ジョン・B・デイやオーガスト・ベルモントと知り合い、彼らから野球チーム設立のための財政的支援を得ることができるようになった。
デイとマトリーは当時のポロ・グラウンズの野球の試合での借用権を得てニューヨーク・メトロポリタンズというプロ球団を創設、マトリーがチームの監督に就任した。当時メトロポリタンズは、ナショナルリーグなどのプロ野球リーグに所属しない独立チームとして活動し、1882年には162試合もの試合をこなすなど興行的にも成功した。
人気球団となったメトロポリタンズは、1882年のシーズン終了後、ナショナルリーグとアメリカン・アソシエーションの両方からリーグ加盟の要請を受けるが、デイとマトリーは、大胆にも両方のリーグに加盟すると打診していた。その後彼らは前年に破綻したトロイ・トロージャンズのナショナルリーグのフランチャイズ権を得て、新たな球団「ニューヨーク・ゴサムズ」を創設、前年トロージャンズに所属した選手の大半をゴサムズに移し、メトロポリタンズをアメリカン・アソシエーションに、ゴサムズをナショナルリーグに加盟させた。メトロポリタンズの監督はマトリーが行った。
メトロポリタンズは、1884年にアメリカン・アソシエーションで優勝したが、翌1885年からは収益のより大きいゴサムズに注力することになった。マトリー自身を含めメトロポリタンズの有力選手はゴサムズへ移り、メトロポリタンズは売却される。ゴサムズは同年「ジャイアンツ」とチーム名を変え、有力選手で固められたジャイアンツは1888年、1889年とナショナルリーグを2連覇する。
しかし翌1890年のプレイヤーズ・リーグ創設の際大量の有力選手がナショナルリーグを離れてしまい、チームの成績は低迷する。1891年のシーズン後マトリーはチームを離れた。その後マトリーはニューヨーク州エルミラでのホテル経営と、スタテンアイランドの新聞スタンドの運営を生業としていたが、1938年に癌のためニューヨークで死去した。

## 監督としての戦績
※順位は年度最終順位
| 年度   | チーム | リーグ | 試合 | 勝利 | 敗戦 | 勝率 | 順位 | 備考 |
| ------ | ------ | ------ | ---- | ---- | ---- | ---- | ---- | ---- |
| 1883年 | NYP    | AA     | 97   | 54   | 42   | .563 | 4位  |      |
| 1884年 | NYP    | AA     | 112  | 75   | 32   | .701 | 1位  |      |
| 1885年 | NYG    | NL     | 112  | 85   | 27   | .759 | 2位  |      |
| 1886年 | NYG    | NL     | 124  | 75   | 44   | .630 | 3位  |      |
| 1887年 | NYG    | NL     | 129  | 68   | 55   | .553 | 6位  |      |
| 1888年 | NYG    | NL     | 138  | 84   | 47   | .641 | 1位  |      |
| 1889年 | NYG    | NL     | 131  | 83   | 43   | .659 | 1位  |      |
| 1890年 | NYG    | NL     | 135  | 63   | 68   | .481 | 6位  |      |
| 1891年 | NYG    | NL     | 136  | 71   | 61   | .538 | 3位  |      |
| 通算   | 通算   | 通算   | 1114 | 658  | 419  | .611 |      |      |